# Turn Left
"Turn Left" (intitulado "Vire à Esquerda" no Brasil) é o décimo primeiro episódio da quarta temporada da série de ficção científica britânica Doctor Who, transmitido originalmente através da BBC One em 21 de junho de 2008. Foi escrito por Russell T Davies e dirigido por Graeme Harper.
David Tennant faz apenas uma pequena contribuição para este episódio "Doctor-lite" como o Décimo Doutor. A história, em vez disso, foca em sua acompanhante, Donna Noble (Catherine Tate) e seus encontros com outra se suas ex-companhias, Rose Tyler (Billie Piper). A narrativa do episódio foca em uma história alternativa onde o Doutor morre durante os eventos do especial de Natal de 2006 "The Runaway Bride" e retrata uma distopia causada por sua morte, deixando Rose para convencer Donna a salvar o mundo. O começo e o fim do episódio acontecem na continuidade normal da série, enquanto o final tem um cliffhanger que leva diretamente ao final da temporada, "The Stolen Earth".
A escrita de Davies e a atuação de Tate foram aclamadas, e o episódio foi elogiado por sua representação da distopia em uma cena caracterizada pela internação de um cidadão estrangeiro. O episódio foi o quarto programa mais assistido na semana em que foi transmitido, com 8,1 milhões de espectadores, e recebeu um Índice de Apreciação do público de 88, considerado excelente. O episódio foi uma das duas histórias na quarta temporada de Doctor Who a ser indicada ao Prêmio Hugo na categoria Melhor Apresentação Dramática, Forma Curta.

## Enredo

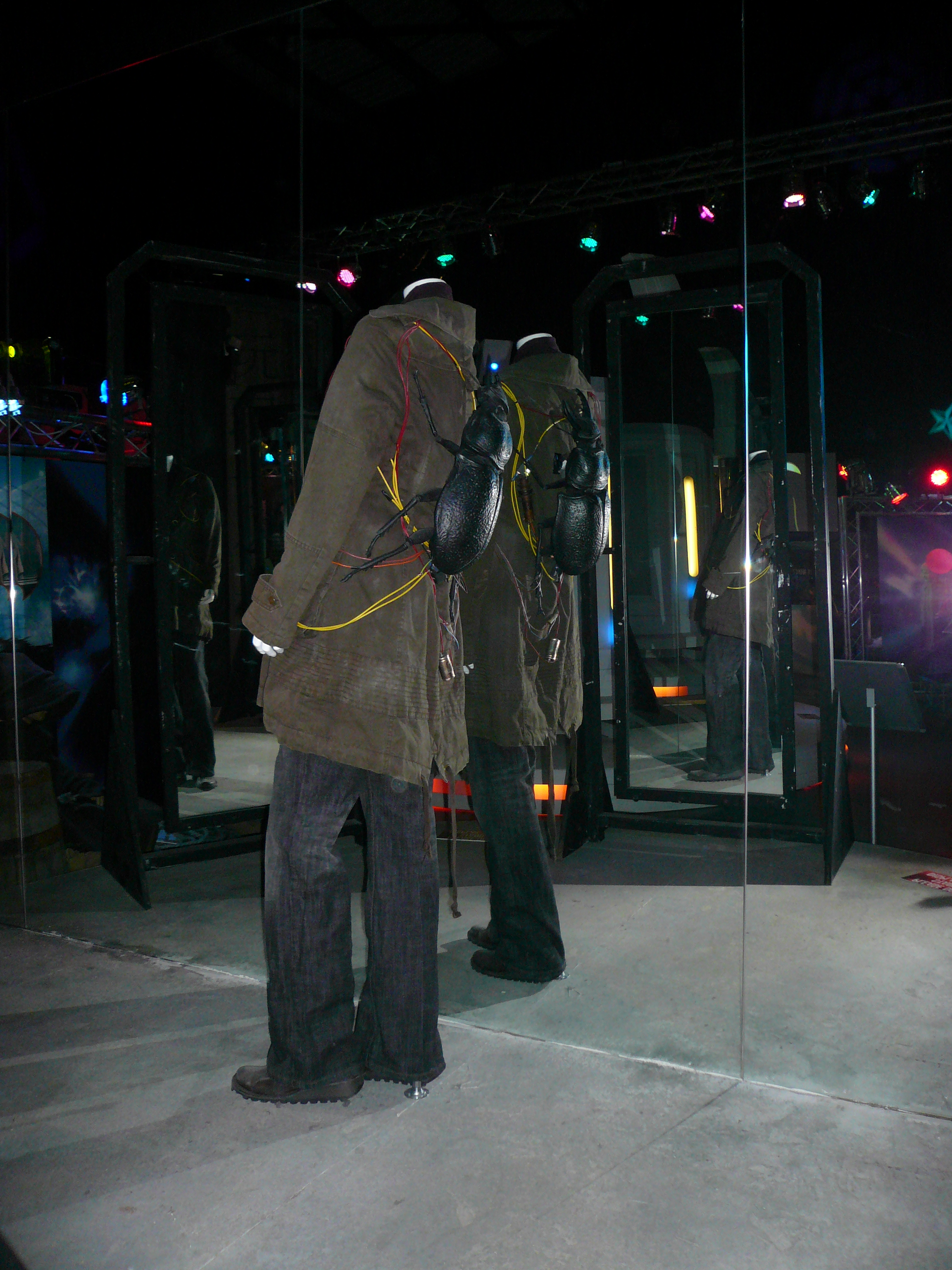
O adereço do besouro nas costas de Donna em exposição na Doctor Who Experience

Donna recebe uma leitura gratuita de uma adivinha que a ajuda a relembrar os eventos que a levaram a conhecer o Doutor. Donna se lembra de quando estava em um cruzamento indo se candidatar a um novo emprego. Ela queria virar à esquerda para conseguir uma posição temporária bem paga, enquanto sua mãe Sylvia queria que ela virasse à direita para conseguir um emprego permanente como assistente pessoal. Donna acaba virando à esquerda, o que a levaria a conhecer o Doutor. A adivinha faz Donna escolher novamente e a força a virar à direita. Enquanto ela faz essa nova escolha, um grande besouro trabalhando para o Trickster se prende às suas costas, e ela perde a consciência. A decisão de Donna cria uma realidade alternativa na qual ela nunca conheceu o Doutor e ele se afoga na enchente, matando as crianças Racnoss, tornando-o incapaz de intervir em vários outros eventos que afetariam a Terra contemporânea.
As mudanças incluem a morte das antigas acompanhantes do Doutor, Martha, Sarah Jane e seu filho e amigos; Jack é transportado para o planeta natal dos Sontarans depois que sua equipe sacrificou suas vidas; e o Titanic espacial colide com o Palácio de Buckingham, matando milhões de moradores de Londres, irradiando o sul da Inglaterra e fechando as fronteiras com a França. A Grã-Bretanha é colocada sob lei marcial; o governo transfere todos os cidadãos não britânicos para campos de concentração.
Rose misteriosamente aparece para Donna, e lhe dá conselhos que salvam ela e sua família da destruição de Londres, mas eles são deslocados à força para Leeds. Mais tarde, depois de ver as estrelas desaparecendo do céu, Donna é convencida a ir com Rose, que insiste que somente o Doutor pode impedir que as estrelas se apaguem em todos os universos e o tecido da realidade entre em colapso.
Com a ajuda da UNIT, Donna é transportada de volta no tempo minutos antes de virar à direita, mas acaba muito longe para alcançar seu eu passado a tempo. Ela escolhe se jogar na frente de um caminhão, criando um engarrafamento ao longo da curva à direita e faz com que seu eu passado vire à esquerda. Enquanto Donna morre no chão, Rose sussurra uma mensagem para o Doutor em seu ouvido. O universo alternativo se desintegra e Donna acorda. O besouro cai de suas costas e morre enquanto a adivinha foge. Donna diz ao Doutor que a mensagem de Rose eram as palavras: "Lobo Mau". Os dois então encontram a frase escrita em todos os lugares, inclusive na TARDIS. O Doutor corre para ela e anuncia que o universo está prestes a acabar.

## Produção

### Roteiro
"Turn Left" é um episódio "Doctor-lite": um meio de reduzir os custos de produção que tem David Tennant em um papel reduzido. O episódio foi escrito para complementar "Midnight", que foi gravado ao mesmo tempo: "Midnight" apresentou o Doutor no papel central e "Turn Left" focou em Donna e Rose. O episódio foi escrito pelo escritor principal e produtor executivo do programa, Russell T Davies. Ele comparou o conceito principal do episódio - a vida sem o Doutor - ao filme Sliding Doors de 1998. Davies esperava fazer uma pergunta ao espectador: "O Doutor causa ou previne a morte?" O episódio se concentra na escala de mortes sem ele; o número implícito de mortos surpreendeu Davies quando ele escreveu o roteiro. Tennant citou as mortes que cercaram seu personagem como uma parte importante da culpa do Doutor. A frase de tom do episódio foi "vida durante a guerra"; Davies refletiu sua descrição comparando os campos de trabalho, para onde estrangeiros como o italiano Rocco Colasanto (Joseph Long) foram enviados, aos campos de concentração nazistas da Segunda Guerra Mundial – mais notavelmente Auschwitz-Birkenau – por meio de instruções do roteiro e do diálogo expositivo de Wilf: "Campos de trabalho. Foi assim que os chamaram da última vez."
Davies enfatizou o desenvolvimento das personagens de Rose e Donna; Susie Liggat, a produtora do episódio, pensou que Rose descrevendo Donna como "a mulher mais importante de toda a criação" era terapêutico para aquela e a percepção de Donna de que ela deveria morrer foi pretendida como o epítome da maturidade da personagem.
Um componente chave do episódio é o retorno de Rose, interpretada por Billie Piper. Seu retorno foi planejado durante as filmagens da segunda temporada; em janeiro de 2006, Piper fez um pacto prometendo retornar para filmar mais alguns episódios. Davies e Piper citaram seus outros projetos — especificamente, Belle de Jour em Secret Diary of a Call Girl e como Fanny Price na adaptação da ITV de Mansfield Park — para explicar que sua saída era permanente. Davies criou a expectativa do retorno de Rose ao mencioná-la em diálogos e apresentar Piper em aparições especiais em "Partners in Crime", "The Poison Sky" e "Midnight".
Davies começou a escrever o episódio em 27 de outubro de 2007. Ele estava várias semanas atrasado e teve que recusar uma aparição no National Television Awards quatro dias depois para entregar o roteiro a tempo. Ele descreveu a escrita do roteiro como "muito mais difícil porque precisa de muita construção"; ele admitiu que a cena de abertura poderia ter sido três vezes mais longa do que sua versão escrita, sendo muito mais longa do que qualquer outra cena de abertura que ele já tinha escrito. Ele foi cauteloso para que seu roteiro não entrasse em conflito com a história de duas partes de Steven Moffat, "Silence in the Library" e "Forest of the Dead" - então programada para ser exibida como o nono e décimo episódios - porque a história de Moffat também continha um mundo paralelo. Davies foi adiado devido à morte de Howard Attfield, que interpretou o pai de Donna, Geoff, e à dificuldade de escrever o diálogo expositivo de Rose; ele teve que apressar o final do roteiro para garantir que estivesse pronto para ser filmado. Ele terminou o roteiro em 2 de novembro para que o resto da equipe de produção pudesse preparar o episódio para as filmagens.
Davies explicou o clímax do episódio – os efeitos do aviso de Rose – no episódio complementar de Doctor Who Confidential. As palavras não causaram nenhum dano inerente; "Lobo Mau" atua como um sinal de alerta para o Doutor, e a invocação da frase por Rose sinaliza que os universos paralelos que ela e o Doutor habitam estão entrando em colapso um no outro. Davies se recusou a declarar se o episódio fazia parte do final da temporada; ele preferiu ficar de fora do iminente debate dos fãs. O episódio foi descrito pela Doctor Who Magazine como "em parte atuando como um prelúdio para o clímax de duas partes da temporada".

#### Besouro do Tempo
O "Besouro do Tempo", que foi responsável pela criação do universo alternativo, foi descrito no roteiro do episódio como "um enorme besouro preto... carapaça brilhante, pernas pretas finas se movendo e flexionando, mandíbulas estalando juntas". Seu design foi influenciado pela Aranha Gigante de Metebelis 3 que se agarrou às costas de Sarah Jane Smith em Planet of the Spiders. A aparência comum do besouro, semelhante à da Terra, foi deliberada; o designer de próteses Niell Gorton acreditava que a familiaridade facilitaria a narrativa e citou as freiras-gatos de  "New Earth"  e os Judoon de "Smith and Jones" como exemplos. A prótese foi feita usando fibra de vidro e ajustada em um arnês para não atrapalhar a atuação de Catherine Tate. O diretor do episódio, Graeme Harper, explicou no comentário do episódio que apenas personagens psíquicos como Lucius de "The Fires of Pompeii" sabiam da existência do besouro.
O Doutor se refere a esta criatura como uma das "brigadas do Trickster", que é um inimigo recorrente na série spin-off The Sarah Jane Adventures, cujo modus operandi é alterar a história mudando momentos cruciais. Davies vincula explicitamente o Besouro do Tempo a este vilão de Sarah Jane, e em Doctor Who Confidential, um clipe do episódio "Whatever Happened to Sarah Jane?" em que o Trickster ameaça ir atrás do Doutor é mostrado. Os eventos deste episódio equivalem ao cumprimento dessa promessa.

### Filmagens
O episódio foi filmado principalmente no sétimo bloco de produção da temporada entre 26 de novembro e 8 de dezembro de 2007, junto com as filmagens de "Midnight". As primeiras cenas foram filmadas em Bay Chambers, Cardiff; o escritório de habitação onde a família de Donna é realocada para Leeds foi filmado em uma área de armazenamento adjacente a um estabelecimento de fotocópias. Na noite seguinte, foi filmada o primeiro encontro de Rose e Donna em Butetown, Cardiff. As cenas ambientadas em "segunda-feira, 25 [junho de 2007]" – especificamente, Donna se preparando para virar no cruzamento e seu futuro eu correndo para garantir que ela vire à esquerda – foram filmadas entre 27 e 29 de novembro, na ordem em que foram ao ar. Um dublê teve que retratar Tate no carro, pois ela não tinha carteira de motorista. A corrida de Donna para evitar virar à direita foi filmada na St Isan Road em Cardiff, que foi bloqueada por questões de segurança. Durante as noites dos dias 27 e 28, foram filmadas cenas no loteamento de Wilfred em Leeds; e em 29 de novembro, o segundo encontro de Rose com Donna e a participação especial de Piper em "Partners in Crime" foram filmados.
A primeira cena de estúdio – Donna na sala da adivinha – foi filmada em 30 de novembro de 2007, em um cenário reusado do Hub de Torchwood no Upper Boat Studios. As cenas externas em Shan Shen – compreendendo toda a contribuição de Tennant para o episódio – foram filmadas em 1º de dezembro de 2007 em Splott e perto do Cardiff Royal Infirmary. A filmagem foi marcada por dificuldades: chuva atrasou a troca das faixas e pôsteres hanzi para as versões "Lobo Mau"; e vários figurantes saíram na hora do almoço por causa de um mal-entendido sobre o pagamento. A última cena gravada no dia foi o exame do Doutor do Besouro do Tempo na sala da adivinha. As cenas no hotel rural foram filmadas no Egerton Grey Country House Hotel em Porthkerry em 3 de dezembro de 2007.
As cenas na rua com terraços em Leeds foram filmadas na Machen Street, Penarth, em 4 e 5 de dezembro. O elenco ouviu "The Wild Rover" de The Pogues e "Bohemian Rhapsody" do Queen antes de cantar as músicas. Graeme Harper decidiu focar em Jacqueline King na cena em que sua personagem, Sylvia Noble, olha vagamente de forma desanimada enquanto Donna fala com ela; Harper considerou a cena como "o momento de Jacqueline" e pensou que a cena seria mais poderosa se o foco fosse mantido em um personagem. As cenas ao ar livre foram filmadas em 5 de dezembro: a família Colasanto sendo enviada para um campo de trabalho foi filmada durante o dia, e os dispositivos ATMOS ejetando gases do escapamento foram filmados à noite.
As gravações continuaram com uma filmagem noturna em 6 de dezembro; cenas dentro e fora do pub no dia de Natal foram filmadas no pub Conway em Pontcanna antes de se mudarem para um parque próximo para filmar cenas contemporâneas aos eventos de "The Poison Sky". O Thompson Park foi originalmente programado para as filmagens; o local foi alterado para o Sophia Gardens porque Tate estava sofrendo de um caso leve de gripe. As cenas finais a serem filmadas - na base improvisada da UNIT - foram filmadas em uma fábrica de aço desativada em Pontypool em 7 e 8 de dezembro. As filmagens do episódio foram concluídas com tomadas de pick-up em janeiro de 2008.
Como o episódio teve um orçamento baixo, ele se baseou fortemente em imagens de arquivo e gráficos preexistentes: a queda do Titanic no Palácio de Buckingham e a reportagem de televisão americana sobre a população sendo transformada em Adipose foram reutilizadas de "Voyage of the Damned" e "Partners in Crime", respectivamente, e imagens da Estrela Racnoss e do céu incendiado já haviam sido criadas pela The Mill. O baixo orçamento do episódio impediu a produção: Davies queria que o adereço da TARDIS pegasse fogo até que ele se lembrou de que estava escrevendo "um episódio barato".